# Taworn Jirapan
Taworn Jirapan (thailändisch ถาวร จิระพันธ์; * 1. April 1939; † 22. Juli 2014) war ein thailändischer Radrennfahrer.

## Sportliche Laufbahn
Jirapan war im Straßenradsport aktiv und Teilnehmer der Olympischen Sommerspiele 1964 in Tokio. Im olympischen Straßenrennen belegte er den 89. Platz. Im Mannschaftszeitfahren kam Thailand mit Suwan Kerd-Orn, Vitool Charoenrut, Taworn Jirapan und Chainarong Sophonpong auf den 28. Rang.
Bei den Asienspielen 1962 in Jakarta gewann er die Goldmedaille im Straßenrennen und die Silbermedaille im Mannschaftszeitfahren.